# John Sewell (przeciągacz liny)
John Sewell (ur. 23 kwietnia 1882 w Half Morton w Dumfries and Galloway, zm. 18 lipca 1947 w Cambridge) – brytyjski przeciągacz liny i zapaśnik, dwukrotny medalista igrzysk olimpijskich.
Sewell wystąpił na igrzyskach olimpijskich 1912 w Sztokholmie, podczas których uczestniczył w zmaganiach w przeciąganiu liny. W jedynym wówczas rozegranym pojedynku reprezentanci Wielkiej Brytanii zostali pokonani przez zawodników ze Szwecji, przez co został przyznany im srebrny medal. Podczas igrzysk 1920 w Antwerpii wraz z drużyną brytyjską w turnieju przeciągania liny pokonał kolejno reprezentacje Stanów Zjednoczonych, Belgii, a w finałowym pojedynku zespół Holandii.
Sewell był czterokrotnym mistrzem wagi ciężkiej w stylu zapaśniczym Cumberland and Westmorland w latach 1907–1910.